# Louder Than Bombs
Louder Than Bombs är ett samlingsalbum med det brittiska bandet The Smiths.
Albumet släpptes som dubbel-LP den 16 mars 1987 av bandets amerikanska skivbolag Sire Records, men efterfrågan gjorde att albumet snart även släpptes i Storbritannien av bandets brittiska skivbolag Rough Trade.

## Spår på LP-albumet

### Sida A
1. "Is It Really So Strange?" (John Peel session)
2. "Sheila Take a Bow"
3. "Shoplifters of the World Unite"
4. "Sweet and Tender Hooligan" (John Peel session)
5. "Half a Person"
6. "London"

### Sida B
1. "Panic"
2. "Girl Afraid"
3. "Shakespeare's Sister"
4. "William, It Was Really Nothing"
5. "You Just Haven't Earned It Yet, Baby" (alternate mix)*
6. "Heaven Knows I'm Miserable Now"

### Sida C
1. "Ask"
2. "Golden Lights"
3. "Oscillate Wildly"
4. "These Things Take Time"*
5. "Rubber Ring"
6. "Back to the Old House"*

### Sida D
1. "Hand in Glove" (single version)
2. "Stretch Out and Wait"*
3. "Please Please Please Let Me Get What I Want"
4. "This Night Has Opened My Eyes" (John Peel session)
5. "Unloveable"
6. "Asleep"